# Mericella
Mericella is een geslacht van weekdieren uit de klasse van de Gastropoda (slakken).

## Soorten
- Mericella bozzettii Petit & Harasewych, 1993
- Mericella jucunda (Thiele, 1925)
- Mericella paschalis (Thiele, 1925)